# Cronaca di Lindo
La Cronaca di Lindo è una lunga iscrizione greca, in dialetto dorico, risalente al 99 a.C., rinvenuta a Lindo, città di Rodi. 

## Ritrovamento e struttura
L'iscrizione fu rinvenuta da una spedizione danese condotta nel 1909. 
Si tratta di un blocco di pietra riusato per la pavimentazione della Chiesa bizantina di Santo Stefano. Il documento si presenta come un decreto che registra e illustra una lista di offerenti e di offerte erogate in favore del santuario di Atena Lindia e dà testimonianza delle teofanie della dea. Suo autore fu Timachida di Rodi, un letterato spesso citato da Ateneo di Naucrati e dagli scoliasti.
Il motivo per cui si provvide a redigere questo elenco era legato a un incendio che aveva colpito pesantemente il tempio di Atena nel 340 a.C..
Il testo potrebbe essere ripartito in tre sezioni: offerte arcaico/mitologiche, offerte storiche, epifanie della dea. Il lungo inventario, tra l'altro, annovera offerte di personaggi mitici (due scudi, uno di pelle e l'altro di bronzo donati da Eracle, remi e timoni donati dal timoniere di Menelao), di personaggi semistorici (un cratere decorato da Falaride), magnogreci (una vacca lignea proveniente da Sibari, un acrolito di gorgone di legno e volto di pietra, una statua acrelefantina di Atena, prodotta ad Agrigento) e di barbari (diversi doni di Artaserse, Artaferne e del sovrano egizio Amasis). Da ciò si nota chiaramente come molte di queste offerte siano il frutto della fantasia degli incisori; viceversa, molte altre sono vere e spesso comprovate da altri storici.